# Sam Welsford
Sam Welsford   (Subiaco, 19 de gener de 1996) és un ciclista australià, que combina el ciclisme en pista amb la carretera. Actualment corre a l'equip Bora-Hansgrohe.
En pista és on ha aconseguit els seus èxits més destacats, amb una medalla de plata en la prova de persecució per equips als Jocs Olímpics de Rio de 2016 i una de bronze en la mateixa prova als Jocs Olímpics de Tòquio de 2020. Al Campionat del Món en pista ha guanyat quatre medalles d'or, tres en persecució per equips i una en scratch.
En carretera destaca el Campió d'Austràlia en critèrium i tres etapes al Tour Down Under de 2024.

## Palmarès en pista
- 2013
  -  Campió del món júnior en Persecució per equips, amb Jack Edwards, Joshua Harrison i Callum Scotson
- 2014
  -  Campió del món júnior en Persecució per equips, amb Alexander Porter, Daniel Fitter i Callum Scotson
  - Campió d'Oceania en Madison, amb Scott Law
  - Campió d'Oceania en Persecució per equips, amb Daniel Fitter, Tirian McManus i Callum Scotson
- 2015
  - Campió d'Oceania en Òmnium
- 2016
  -  Medalla de plata als Jocs Olímpics de Rio de Janeiro en persecució per equips, amb Jack Bobridge, Michael Hepburn, Alexander Edmondson i Callum Scotson
  -  Campió del món en Persecució per equips, amb Miles Scotson, Michael Hepburn, Callum Scotson, Alexander Porter i Luke Davison
  - Campió d'Oceania en Persecució per equips, amb Kelland O'Brien, Callum Scotson i Alexander Porter
  - Campió d'Oceania en Puntuació
  -  Campió d'Austràlia en persecució
  -  Campió d'Austràlia en madison, amb Cameron Meyer
- 2017
  -  Campió del món en Persecució per equips, amb Cameron Meyer, Alexander Porter, Nick Yallouris, Kelland O'Brien i Rohan Wight
  -  Campió d'Austràlia en òmnium
  -  Campió d'Austràlia en persecució per equips
- 2019
  -  Campió del món en Persecució per equips, amb Kelland O'Brien, Alexander Porter, Leigh Howard i Cameron Scott
  -  Campió del món de scratch

### Resultats a laCopa del Món
- 2014-2015
  - 1r a Guadalajara, en Persecució per equips
- 2015-2016
  - 1r a Hong Kong, en Persecució per equips
- 2016-2017
  - 1r a Cali, en Òmnium
- 2018-2019
  - 1r a Berlín, en Òmnium
  - 1r a Berlín, en Persecució per equips, amb Kelland O'Brien, Alexander Porter, Leigh Howard i Cameron Scott)
- 2019-2020
  - 1r a Brisbane, en americana, amb Cameron Meyer
  - 1r a Birsbane, en persecució per equips, amb Kelland O'Brien, Alexander Porter, Leigh Howard i Lucas Plapp

## Palmarès en ruta
- 2017
  - 1r al Tour de Gippsland i vencedor de 2 etapes
- 2018
  - 1r al Noosa Criterium
  - Vencedor d'una etapa al Tour of the Great South Coast
  - Vencedor d'una etapa al Tour of the King Valley
  - Vencedor d'una etapa de l'l'Amy's Otway Tour
- 2019
  - 1r al Wal Smith Memorial
  - 1r al Lus Van Roden
  - 1r al Wielerdag van Monster
  - Vencedor d'una etapa al Tour of the Riverland
  - Vencedor de 2 etapes al Tour of the Great South Coast
- 2020
  -  Campió d'Austràlia en critèrium
- 2022
  - Vencedor d'una etapa a la Volta a Turquia
- 2023
  - 1r al Gran Premi Criquielion
  - Vencedor de 2 etapes de la Volta a San Juan
  - Vencedor d'una etapa al Tour del Benelux
- 2024
  - Vencedor de 3 etapes al Tour Down Under
  - Vencedor d'una etapa al Volta a Hongria
- 2025
  -  Campió d'Austràlia en critèrium
  - Vencedor de 3 etapes al Tour Down Under

### Resultats al Tour de França
- 2023. 144è de la classificació general